# Batalla de Orkdal
Según la sagas en Heimskringla y Flateyjarbók la batalla de Orkdal (en idioma noruego: slaget i Ordal) fue la primera tentativa de resistencia frente a las embestidas de conquista de Harald I en su ambición de unificar todos los reinos noruegos bajo su autoridad, según la saga de Harald Hårfager (Heimskringla) de Snorri Sturluson.
Snorri Sturluson narra como el rey Harald quemaba y devastaba todo en su camino hacia Trøndelag, sin prácticamente oposición hasta que llegó a Orkdal. El rey Gryting había reunido a un gran número de hombres para frenar el avance invasor. No obstante, Harald venció, Gryting perdió a la mayor parte de su ejércitotomado como prisionero y finalmente forzado a prestar juramento a la corona.